# Diego de Araciel
Diego de Araciel, né en 1786 à Milan et mort 1866 dans la même ville, est un compositeur italien.

## Biographie
Diego de Araciel, né de la noblesse, portant le titre de marquis, s'est établi en Italie, où il a semble-t-il développé une bonne partie de sa carrière musicale. Les lieux et date de naissance sont inconnus, ainsi que ses liens possible avec un autre musicien du XVIIIe siècle d'Estrémadure, Esteban de Araciel. Peu de choses sont connues avec certitude de sa vie : durant sa jeunesse, sous la direction d'un moine, il se consacre à l'étude de la musique et de l'instrumentation, le violon et le piano, ainsi que l'harmonie et la composition. Il s'installe en Italie, où il a vécu à plusieurs endroits, il s'intègre à la vie sociale de Milan et apparemment, il a aussi dirigé des opéras de Rossini et joué en tant que pianiste et violoniste. Ses œuvres sont éditées par Ferdinand Artaria, Giovanni Ricordi et Bertuzzi. Il a reçu quelques dédicaces de certains auteurs italiens de l'époque, tels que Gaspare Romano, Carlo Marcora , ou Giuseppe Antonio Rolla.
De temps en temps, il exerçait comme directeur d'opéra au Teatro dell'accademia dei Filo-Drammatici à Milan. Au printemps de 1826, il a dirigé « Bianca e Falliero », de Rossini.
En 2004, ont été découverts, grâce aux recherches de Luis Llácer, alto du Cuarteto Canales, à la Bibliothèque du Conservatoire de musique de Madrid, à Carlos José Gosálvez, à la bibliothèque de l'abbaye bénédictine de Seitenstetten en Autriche, trois quatuors à cordes inédits, écrits probablement à Milan, entre les années 1815 et 1835. L'auteur, presque inconnu, a surpris par les différentes références internationales de l'œuvre. Car les partitions des trois quatuors peuvent être trouvées à la Bibliothèque du Congrès à Washington, ou apparaissent cités dans un traité hongrois. En ce qui concerne le titre de noblesse, les Araciel sont d'origine espagnole, ou napolitaine d'origine espagnole, il y a des références sur un Diego de Araciel en Italie un siècle avant, sans parenté connue.

## Style
Selon le professeur Juan Sebastian Solana, les compositions de Diego de Araciel adoptent les qualités de goût et de style à l'italienne de son temps. Il met l'accent sur quatre points particuliers :
- Mélodique, caractéristique du « belcanto »
- Brillance, qui se reflète dans leur écriture concertante, avec l'alternance de solos virtuoses de grande difficulté (surtout pour le premier violon) et dans les variations, si à la mode à cette époque, pour montrer les possibilités techniques des différents instruments.
- Théâtralité dans leurs introductions et des récitatifs
- Grâce dans les mouvements rapides et de danse (polonaise, zapateado, tarantela, etc.)

## Œuvres
- Tre terzetti
- 48 valses variées pour le violon [a guisa dimprovvissi per violino solo daccompagnarsi ad orecchio], 1826
- Six valses avec coda par pianoforte
- Duos
- Chansons, des airs d'opéras :

1. Ah non sa, 1826
2. Luigi dal caro bene, inclus dans une anthologie avec d'autres compositions pour le chant, de compositeurs divers

- Quatuor à cordes no 1, en fa majeur

1. Allegro agitato
2. Minuetto : Allegretto. Trio : Allegretto
3. Andante sostenuto
4. Finale : Rondo Allegro non tanto

- Quatuor à cordes no 2 en mi-bémol majeur

1. Allegro non tanto
2. Minuetto
3. Andante mosso
4. Allegro vivace

- Quatuor à cordes no 3 en ré mineur

1. Allegro
2. Minuetto. Trio
3. Andante mosso
4. Allegro finale

## Discographie
- Obras de cámara para cuerdas : Quatuor no 3, Terzetti per serenata nos 1 à 3, pour violon, alto et guitare - José María Gallardo del Rey, guitare ; Cuarteto Canales : Alexander Detísov, Marian Moraru, violons ; Luis Llácer, alto ; Natalia Margulis, violoncelle (juin 2012, "Patrimonio musical hispano, vol. 32", Sociedad Española de Musicología/Discan)[6] (OCLC 928643726)